# Ana Bărbosu

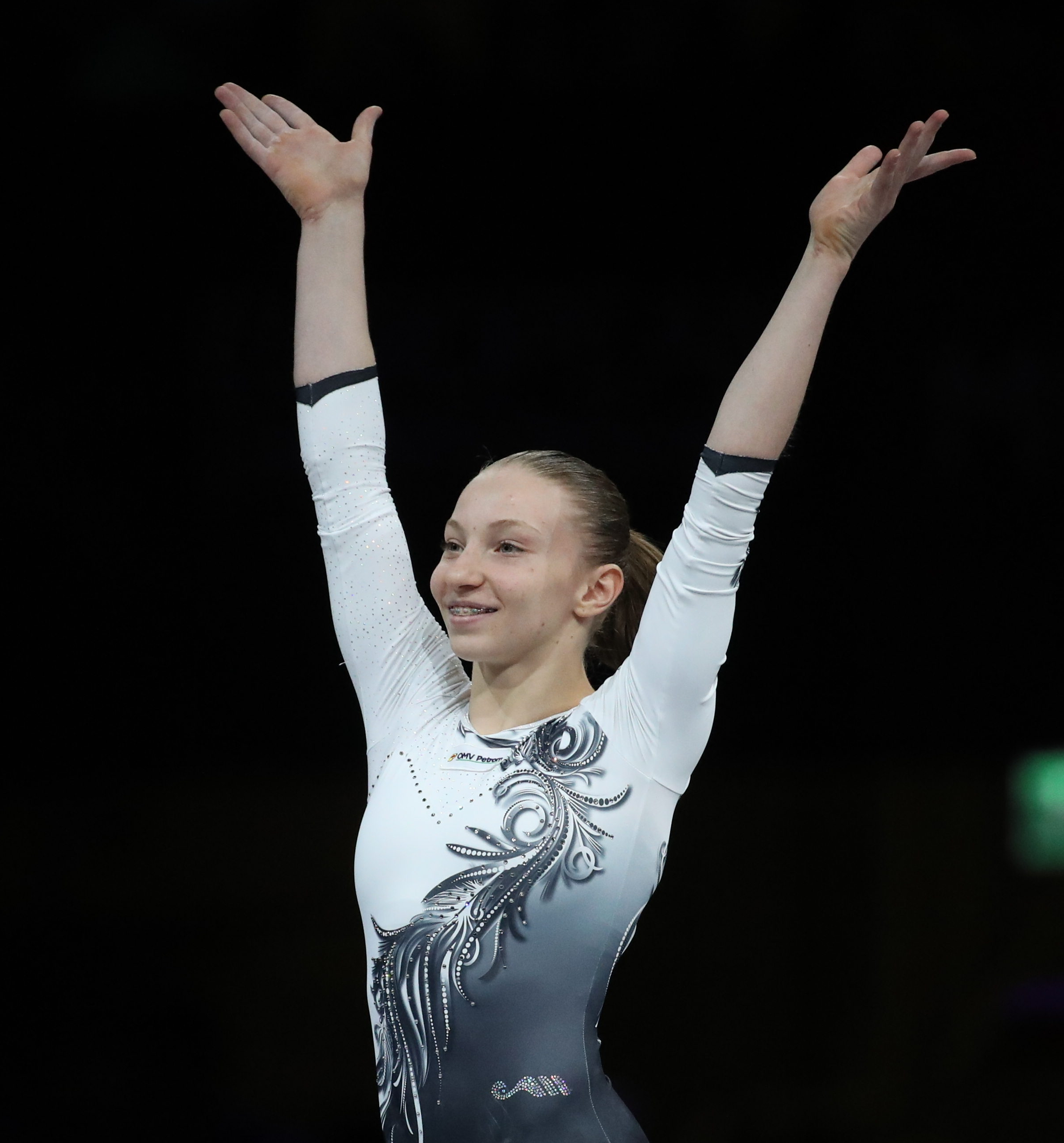
La CE din 2022

Ana-Maria Bărbosu (n. 26 iulie 2006, Focșani, Vrancea, România) este o gimnastă română care a câștigat bronzul la Jocurile Olimpice de vară din 2024.

## Carieră
Bărbosu a obținut la Campionatul European de Juniori din 2020 aur la sărituri (13,700), aur la paralele (13,450), aur la bârnă (13,100), aur la sol (13,250), iar Andreea Preda a obținut bronzul la bârnă (12,700) și Maria Ceplinschi argint la sol (12,900).
În 2023 ea a participat la Campionatul Mondial, unde a ocupat local zece cu echipa României. La Europenele din 2024 a ocupat locul patru, atât la sărituri, cât și cu echipe României. Astfel româncele s-au calificat la Jocurile Olimpice.
La Jocurile Olimpice de la Paris, Bărbosu a terminat pe locul al treilea în concursul de sol, însă în urma unei contestații a echipei SUA, Jordan Chiles a primit un punctaj mai mare și medalia de bronz. Pe 10 august, Tribunalul de Arbitraj Sportiv a anulat contestația, Bărbosu având al treilea punctaj din concurs. Două zile mai târziu, TAS a respins o cerere a Federației Americane de Gimnastică de a rejudeca speța Anei Maria Bărbosu. Pe 16 august, Bărbosu a primit oficial medalia olimpică de bronz într-o ceremonie oficială la Casa Olimpică din București.
Pe 11 septembrie 2024, Bărbosu a primit Ordinul Meritul Sportiv clasa a III-a cu două barete de către președintele României Klaus Iohannis. La Campionatele Europene de gimnastică din 2025 din Leipzig, Bărbosu a obținut medalia de aur la sol, medalie de argint la bârnă și două medalii de bronz la individual compus și paralele.

## Rezultate competiționale
| An      | Eveniment                                      | Echipa  | IC      | SR      | PR      | BR      | SL      |
| Juniori | Juniori                                        | Juniori | Juniori | Juniori | Juniori | Juniori | Juniori |
| ------- | ---------------------------------------------- | ------- | ------- | ------- | ------- | ------- | ------- |
| 2019    | Cupa Petrom                                    |         | 1       |         |         |         |         |
| 2019    | Campionatele Naționale de Juniori din România  |         | 1       |         |         |         |         |
| 2019    | Campionatele Naționale din România             |         | 3       | 4       | 7       | 6       | 3       |
| 2019    | Campionatele Naționale Individuale din România |         | 1       | 2       | 1       | 1       | 1       |
| 2019    | Cupa Elveției Juniori                          | 1       | 1       |         |         |         |         |
| 2019    | Cupa Horizon                                   |         | 1       |         |         |         |         |
| 2019    | Top Gym                                        | 4       | 2       |         | 3       | 3       | 2       |
| 2020    | Campionatele Naționale de Juniori din România  |         | 1       | 1       | 1       | 1       | 1       |
| 2020    | Campionatele Naționale din România             |         | 2       |         |         |         |         |
| 2020    | Campionatele Europene de Juniori               | 1       | 1       | 1       | 1       | 1       | 1       |
| 2021    | Campionatele Naționale din România             |         | 2       | 4       | 1       | 7       | 2       |
| 2021    | Turneul Top Gym                                |         | 1       |         | 1       | 1       |         |
| Seniori |                                                |         |         |         |         |         |         |
| 2022    | Trofeul Orașului Jesolo                        | 4       | 14      |         | 8       |         |         |
| 2022    | Cupa Challenge Osijek                          |         |         |         |         | 3       | 1       |
| 2022    | Campionatele Europene                          |         | 7       |         | R3      | 8       | 4       |
| 2022    | Campionatele Naționale din România             |         | 1       |         |         |         |         |
| 2022    | Trofeul Romgym                                 | 1       | 1       |         |         |         |         |
| 2022    | Cupa Challenge Mersin                          |         |         |         | 1       | 1       | 1       |
| 2022    | Campionatele Mondiale                          |         | 20      |         |         |         |         |
| 2023    | Tur. Amical ESP-ROU-SWE                        | 1       |         |         |         |         |         |
| 2023    | Campionatele Europene                          | 5       | 9       |         |         |         | 7       |
| 2023    | Trofeul RomGym                                 | 1       | 1       |         | 1       | 2       |         |
| 2023    | Campionatele Naționale din România             |         | 1       |         | 1       | 4       |         |
| 2023    | Turneu Amical Heidelberg                       | 2       | 1       |         |         |         |         |
| 2023    | Campionatele Mondiale                          | 10      | 23      |         |         |         |         |
| 2024    | Campionatele Europene                          | 4       |         | 4       |         |         |         |
| 2024    | Trofeul RomGym                                 |         | 2       | 1       |         |         |         |
| 2024    | Jocurile Olimpice                              | 7       | 17      |         |         |         | 3       |
| 2025    | Campionatele Europene                          | 4       | 3       |         | 3       | 2       | 1       |